# LG파워콤
LG파워콤 (LG Powercomm)은 한국전력공사가 통신 사업을 하고있을 당시 정부의 합병 제안에 따라 통신 사업 부문이 합병되어 2000년 1월 26일에 한국전력 자회사 파워콤으로 설립된 대한민국의 통신 사업자였다. 2002년 3월 26일 LG데이콤이 지분 45.5%를 취득하여 민영화 되다가 2003년 4월 LG그룹으로 편입되면서 완전 민영화된다.
이후 2003년 4월경 LG그룹의 자회사로 편입되면서 2006년에 사명을 LG파워콤으로 바꿨으며 초고속 인터넷 XPEED(엑스피드), IPTV myLGtv, 인터넷 전화 myLG070을 서비스하였다. 2010년 1월 1일에 LG텔레콤이 LG파워콤과 LG데이콤을 흡수 합병하는 방식으로 합병이 성사되었으며, 동년 7월 1일 통합LG텔레콤을 대체하여 새로운 법인 엘지유플러스가 출범하였다.